# Vandit Records
| Fundação:       | 1999                                |
| --------------- | ----------------------------------- |
| Fundador:       | Paul van Dyk                        |
| Gênero(s):      | Trance • House Progressivo • Techno |
| País de Origem: | Alemanha                            |
| Localização     | Berlim                              |
| Página Oficial: | Site Oficial                        |

A Vandit Records é uma gravadora alemã fundada em 1999 pelo DJ/Produtor Paul van Dyk, seu primeiro lançamento foram as faixas "Another Way" e "Avenue" do próprio Paul. A gravadora com sede em Berlim é amplamente focada nos gêneros trance e house progressivo e rapidamente chamou a atenção não apenas dentro das fronteiras da capital germânica mas também em todo o mundo.
Com um impacto enorme na cena eletrônica, a Vandit cresceu e se tornou um dos rótulos internacionais mais importantes, com uma base de fãs leais gigantesca além de receber os principais artistas da música eletrônica e um programa de rádio próprio.
Em 2013 foi assinado um acordo de distribuição digital e vídeo com a marca Believe Digital. Em maio de 2015, a gravadora comemorou seu 15º aniversário com o lançamento digital da compilação "15 Years of Vandit - The Best Of Vandit Records" e uma turnê em clubs por toda a Europa.

## Artistas
- Apple One
- Alex M.O.R.P.H.
- Allen & Envy
- Arman Dinarvand
- Ben Nicky
- Bryan Kearney
- Chris Bekker
- Chris Montana
- David Forbes
- Eddie Bitar
- Enoh
- Filo & Peri
- FKN
- Genix
- Giuseppe Ottaviani
- Interstate
- James Cottle
- Jordan Suckley
- Jon O'Bir
- Judge Jules
- Las Salinas
- Leroy Moreno
- Maarten de Jong
- Mark Burton
- Martin Roth
- Mohamed Bahi
- Orla Feeney
- SHato & Paul Rockseek
- Sied van Riel
- Strobe
- Tangle
- The Thrillseekers
- Tom Colontonio
- Tristan D
- Woody van Eyden
- Will Atkinson